# Fuji T-7
Die Fuji-T-7 ist ein Anfängerschulflugzeug, das von den Fuji Heavy Industries für die japanischen Luftselbstverteidigungsstreitkräfte produziert wurde. Die T-7 wurde aus der Fuji T-3 weiterentwickelt und ist ein von einem Turboproptriebwerk angetriebener Tiefdecker mit einziehbarem Bugradfahrwerk.

## Geschichte
Die Fuji-T-7 wurde entwickelt, um einer Forderung der japanischen Luftselbstverteidigungsstreitkräfte nach einem neuen Anfänger- und Fortgeschrittenen-Schulflugzeug zu erfüllen, das die Fuji T-3 ersetzen sollte. Zu diesem Zweck wurde 1998 ein internationales Ausschreibungsverfahren durchgeführt. Die T-7 gewann gegen die Pilatus PC-7 Turbo Trainer. Auf Grund eines Korruptionsskandals, der mehreren Managern von Fuji den Arbeitsplatz kostete, wurde die Ausschreibung erneut durchgeführt. Wiederum gewann die T-7 (damals noch als T-3 Kai bezeichnet). Im September 2000 wurde die Produktion gestartet und im September 2002 die ersten Flugzeuge übergeben.

## Konstruktion
Die T-7 ist eine modifizierte Version der T-3, die selbst eine Weiterentwicklung der wiederum von der Beech T-34 abstammenden Fuji KM-2 war. Es wurde die Zelle der T-3 verwendet, in die an Stelle des Lycoming-Boxermotors ein Allison-250-Turboproptriebwerk eingebaut wurde.

## Militärische Nutzer
Japan
Luftselbstverteidigungsstreitkräfte

## Technische Daten

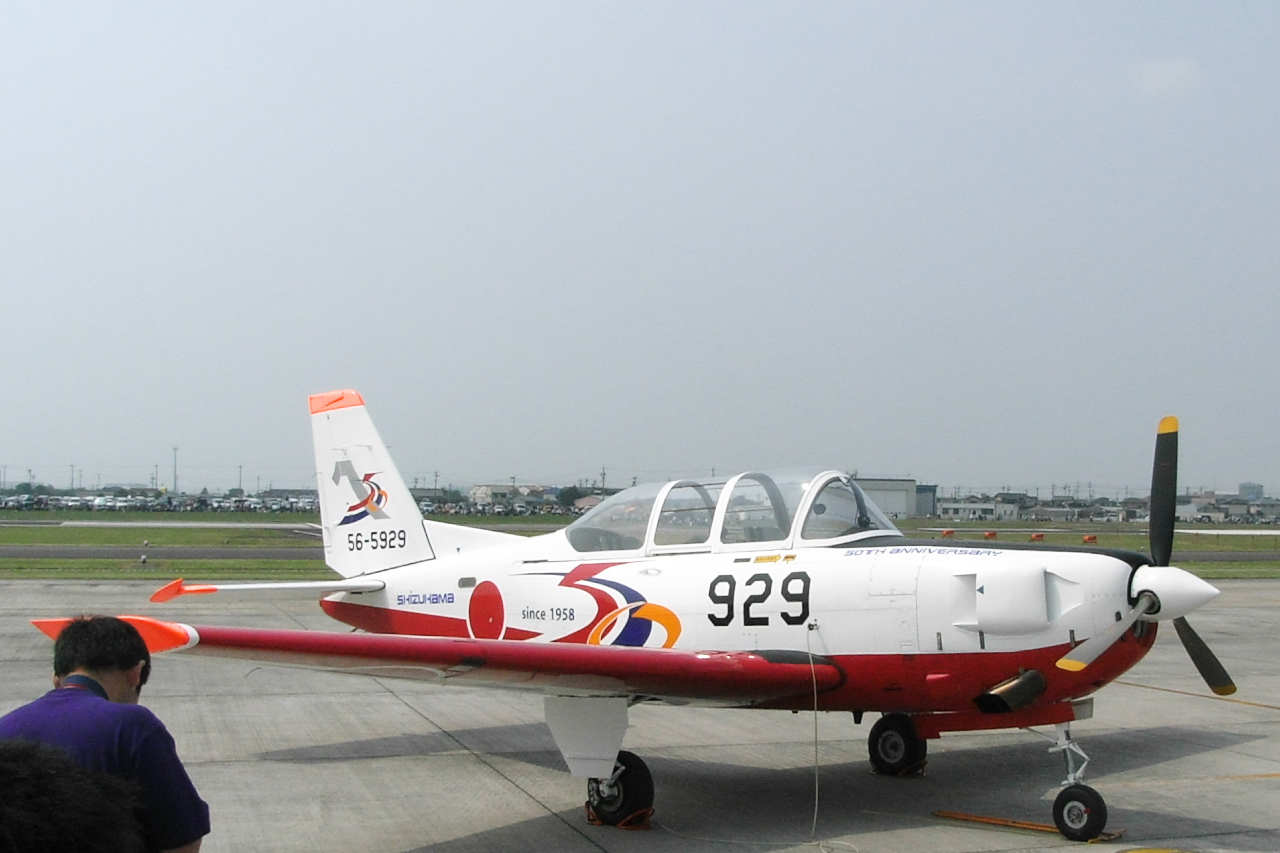
Fuji T-7 mit Sonderbemalung anlässlich des 50-Jährigen Bestehens der japanischen Luftselbstverteidigungsstreitkräfte

| Kenngröße             | Daten                                    |
| --------------------- | ---------------------------------------- |
| Besatzung             | 2                                        |
| Länge                 | 8,59 m                                   |
| Spannweite            | 10,04 m                                  |
| Höhe                  | 2,96 m                                   |
| Flügelfläche          | 16,50 m²                                 |
| Flügelstreckung       | 6,1                                      |
| max. Startmasse       | 1585 kg                                  |
| Reisegeschwindigkeit  | 296 km/h                                 |
| Höchstgeschwindigkeit | 376 km/h                                 |
| Dienstgipfelhöhe      | 7620 m                                   |
| Steigleistung         | 11,6 m/s                                 |
| Reichweite            | 1400 km                                  |
| Triebwerk             | Turboprop Rolls-Royce (Allison 250)-B17F |
| Leistung              | 336 kW (450 WPS)                         |